# École nationale supérieure d'ingénieurs (France)
L’expression « école nationale supérieure d'ingénieurs » est parfois utilisée pour désigner les écoles recrutant par le biais du Concours communs polytechniques.
En France, une école nationale supérieure d'ingénieurs (acronyme ENSI) désigne historiquement une école d’ingénieurs qui recrute à bac+2 (« post-prépa ») et liée à une université nationale.
Elles sont instituées par le décret du 27 janvier 1947 séparant les formations d'ingénieurs des facultés. Le diplôme d'ingénieur ne s'obtient plus, alors, qu'au sein d'écoles d'ingénieurs habilitées par le Ministère de l'enseignement supérieur et de la recherche (MNSR) après accréditation par la commission des titres d'ingénieurs (CTI).
Aujourd'hui certaines se sont regroupées au sein d'Instituts nationaux polytechniques (INP). Elles peuvent appartenir également aux réseaux thématiques Fédération Gay-Lussac (FGL), Polyméca ou groupe ISAE. L’expression « école nationale supérieure d'ingénieurs » est parfois utilisée pour désigner les écoles recrutant par le biais du concours commun des INP (CC INP), anciennement CCP, puisqu'elles recrutent notamment par ce concours.

## Historique

### Contexte
La création des premières écoles d’ingénieurs est de l’initiative de l’État pour ses cadres civils et militaires, puis des industries à partir du XIXe siècle. Vers 1870, les facultés des sciences vont créer des instituts spécialisés dans la chimie ou dans l’électricité. En 1896, la loi Liard permet notamment la constitution d’instituts techniques auprès des facultés. Les deux centres les plus actifs étaient Nancy et Grenoble qui en 1908 délivraient 72 % des diplômes d’ingénieurs universitaires de toute la France. Le diplôme d’ingénieur devient encadré par l’État en 1934 avec la création de la commission des titres d'ingénieur,.

### 1947: création des ENSI
La création des écoles nationales supérieures d’ingénieurs date du lendemain de la seconde guerre mondiale. En 1947, un décret oblige les instituts de formation d’ingénieurs qui ont été créés au sein des facultés, à se transformer en écoles nationales supérieures d’ingénieurs. La durée de la formation dans ces écoles fut alors fixée à trois ans, sanctionné par un titre d’ingénieur diplômé, et le recrutement fut organisé par le biais d’un concours commun. Il n’existe alors plus d’instituts d'université qui délivrent un diplôme d'ingénieur en dehors des ENSI,.
La transformation des instituts en ENSI est faite selon la chronologie suivante :
- 1948 : École nationale supérieure de chimie de Paris (anciennement institut de chimie de la Faculté des sciences de Paris)[6],
- 1948 : École nationale supérieure d'électrochimie et d'électrométallurgie de Grenoble (anciennement institut d’électrochimie et d’électrométallurgie)[7],
- 1948 : École nationale supérieure d’électrotechnique et d’hydraulique de Grenoble (anciennement institut polytechnique de Grenoble)[8],
- 1948 : École nationale supérieure d'électricité et de mécanique de Nancy (anciennement école supérieure d’électrotechnique et de mécanique de l’université de Nancy)[9],
- 1948 : École nationale supérieure de géologie appliquée et de prospection minière de Nancy (anciennement école supérieure de géologie appliquée et de prospection minière de la faculté des sciences de Nancy)[10],
- 1948 : École nationale supérieure des industries chimiques (anciennement école supérieure des industries chimiques de l’université de Nancy)[11],
- 1948 : École nationale supérieure de mécanique de Nantes (anciennement institut polytechnique de l’Ouest)[12],
- 1948 : École nationale supérieure de mécanique et d'aérotechnique (anciennement institut de mécanique rattaché à la faculté de l’université de Poitiers)[13],
- 1948 : École nationale supérieure de chimie de Strasbourg (anciennement Institut de chimie de Strasbourg)[14],
- 1948 : École nationale supérieure agronomique de Toulouse (anciennement Institut agricole de l’université de Toulouses)[15],
- 1948 : École nationale supérieure d’électrotechnique et d’hydraulique de Toulouse (anciennement Institut d’électrotechnique et de mécanique appliquée de l’université de Toulouse)[16],
- 1951 : École nationale supérieure de la métallurgie et de l’industrie des mines de Nancy (anciennement École supérieure des mines et de la métallurgie)
- 1953 : École nationale supérieure de chimie de Bordeaux (anciennement École de chimie industrielle et agricole de Bordeaux)[17],
- 1953 : École nationale supérieure de chimie de Toulouse (anciennement Institut de chimie de Toulouse)[18],
- 1953 : École nationale supérieure agronomique de Nancy (anciennement Institut agricole de Nancy)[19],
- 1953 : École nationale supérieure de chimie de Lille (anciennement Institut de chimie appliquée de Lille)[20],
- 1957 : École nationale supérieure de chimie de Montpellier (anciennement Institut de chimie de Montpellier)[21],
- 1957 : École d’ingénieurs des électroniciens (création)[22],
- 1959 : École nationale supérieure de chimie de Rennes (anciennement Institut de chimie de Rennes)[23],
- 1961 : École nationale supérieure de chimie de Clermont-Ferrand  (anciennement institut de chimie et de technologie industrielles de l’université de Clermont-Ferrand)[24],
- 1964 : École nationale supérieure d'électronique et d'électromécanique de Caen (anciennement institut technique de l’université de Caen)[25],
- 1966 : École nationale supérieure de chimie de Caen (anciennement Institut de chimie de Caen)[26].

### 1969: loi Faure
En 1969 la loi Faure supprime les facultés et crée un nouveau statut pour les universités qui deviennent des établissements publics à caractère scientifique, culturel (EPSC) composés d’unités d’enseignement et de recherche (UER), et auxquels des établissements conservant leur personnalité morale peuvent être rattachés.
Les écoles d’ingénieurs changent de statut.
Certaines écoles sont transformées en UER :
- École nationale supérieure de chimie de Caen
- École nationale supérieure d'électronique et d'électromécanique de Caen
- École nationale supérieure de chimie de Clermont-Ferrand
- Institut des sciences de l'ingénieur de Nancy
- École nationale supérieure de chimie de Rennes
- Institut de chimie de la faculté des sciences de Besançon
- École nationale supérieure d'électronique et de radio-électricité de Bordeaux
- Institut biologique appliqué à la nutrition et à l'alimentation de Dijon
- Institut supérieur de physique de la faculté des sciences de Marseille
- Institut de pétroléochimie et de synthèse organique industrielle de Marseille
- École d'application des hauts polymères de Strasbourg
- École nationale supérieure des industries textiles de Mulhouse, à partir de 1977[29]

Dans le même temps d’autres écoles deviennent une UER érigé en EPSC rattaché à une université.
- École nationale supérieure de chronométrie et de micromécanique de Besançon
- École nationale supérieure de chimie de Bordeaux
- École nationale supérieure de mécanique de Nantes
- École nationale supérieure de chimie de Paris
- École nationale supérieure de mécanique et d'aérotechnique de Poitiers
- École nationale supérieure de chimie de Montpellier
- École nationale supérieure de chimie de Lille
- École nationale supérieure de chimie de Strasbourg
- École nationale supérieure de chimie de Mulhouse, à partir de 1977[29]

Enfin d’autres deviennent une UER et sont regroupées dans une nouvelle structure, au statut d’EPSC : les instituts nationaux polytechniques.
- Institut polytechnique de Grenoble :
  - École nationale supérieure d'électronique et de radioélectricité de Grenoble
  - École nationale supérieure d'électrochimie et d'électrométallurgie de Grenoble
  - École nationale supérieure d'électronique, d'hydraulique, de mathématiques appliquées et de génie physique de Grenoble
- Institut national polytechnique de Lorraine :
  - École nationale supérieure d'agronomie de Nancy
  - École nationale supérieure de géologie appliquée et de prospection minière de Nancy
  - École nationale supérieure de métallurgie et de l'industrie des mines de Nancy
  - École nationale supérieure d'électricité et de mécanique de Nancy
  - École nationale supérieure des industries chimiques de Nancy
  - École supérieure de brasserie, malterie et biologie de Nancy
  - École de laiterie de Nancy
- Institut national polytechnique de Toulouse :
  - École nationale supérieure agronomique de Toulouse
  - École nationale supérieure d'électricité, d'informatique et d'hydraulique de Toulouse
  - École nationale supérieure de chimie de Toulouse
  - Institut du génie chimique de Toulouse

### 1984: loi Savary
Avec la loi Savary de 1984, les EPCS deviennent des établissements publics à caractère scientifique, culturel et professionnel (EPSCP) et les universités sont composés d’unités de formation et de recherche (UFR) et des « instituts et écoles faisant partie des universités ». Avec cette loi, les universités vont créer de nombreuses écoles internes, qui n’ont pas de rapport avec les ENSI « historiques ».
Les écoles d’ingénieurs changent de statut.
Certaines écoles sont transformées en écoles internes à une université :
- École supérieure d’ingénierie, de pétroléochimie et de synthèse organique industrielle, université d’Aix-Marseille-III
- École nationale supérieure des industries textiles, Université de Haute Alsace
- École supérieure des sciences et technologies de l'ingénieur de Nancy, Université de Nancy-I
- École supérieure des sciences et technologies des industries du bois, Université de Nancy-I
- École d'application des hauts polymères, Université de Strasbourg-I
- École nationale supérieure de physique, Université de Strasbourg-I
- École supérieure de l’énergie et des matériaux, université d’Orléans
- École nationale supérieure d'électrochimie et d'électrométallurgie de Grenoble, INPG
- École nationale supérieure d'électronique et de radioélectricité de Grenoble, INPG
- École nationale supérieure d'ingénieurs électriciens de Grenoble, INPG
- École nationale supérieure de physique de Grenoble, INPG
- École nationale supérieure d'hydraulique et de mécanique de Grenoble, INPG
- École nationale supérieure d'informatique et de mathématiques appliquées de Grenoble, INPG
- École nationale supérieure d'agronomie de Nancy, INPL
- École nationale supérieure de géologie appliquée et de prospection minière de Nancy, INPL
- École nationale supérieure des mines de Nancy, INPL
- École nationale supérieure d'électricité et de mécanique de Nancy, INPL
- École nationale supérieure des industries chimiques de Nancy, INPL
- École nationale supérieure agronomique de Toulouse, INPT
- École nationale supérieure d'électricité, d'informatique et d'hydraulique de Toulouse, INPT
- École nationale supérieure de chimie de Toulouse, INPT
- Institut du génie chimique de Toulouse, INPT

D’autres écoles deviennent des établissements publics à caractère administratif rattachés à une université
- École nationale supérieure de physique, université de Marseille-III
- École nationale supérieure de chimie et de physique de Bordeaux, université de Bordeaux-I
- École nationale supérieure d’électronique et de radioélectricité de Bordeaux, université de Bordeaux-I
- École nationale supérieure d'ingénieurs de Caen, université de Caen
- École nationale supérieure de chimie de Clermont-Ferrand, université de Clermont-Ferrand-II
- École nationale supérieure de chimie de Lille, université de Lille-I
- École nationale supérieure de chimie de Montpellier, université de Montpellier-II
- École nationale supérieure de chimie de Mulhouse, Université de Haute Alsace
- École nationale supérieure de mécanique de Nantes, université de Nantes
- École nationale supérieure de chimie de Paris, université Paris-VI
- École nationale supérieure de mécanique et d'aérotechnique de Poitiers, université de Poitiers
- École nationale supérieure de chimie de Rennes, université de Rennes-I
- École européenne des hautes études des industries chimiques de Strasbourg, université de Strasbourg-I
- École nationale supérieure de mécanique et des microtechniques, université de Besançon[32]
- École nationale supérieure d'informatique pour l'industrie et l'entreprise, université d’Évry[33] (même statut mais histoire et recrutement différent)

## Les écoles en 2024
Plusieurs des établissements publics à caractère administratif rattachés (puis associés avec la loi relative à l'enseignement supérieur et à la recherche de 2013) à une université deviennent progressivement des établissements publics à caractère scientifique, culturel et professionnel.
Deux écoles ont encore le statut d’ENSI en 2024
- École nationale supérieure de chimie de Rennes, établissement-composante de l’université de Rennes ;
- École nationale supérieure d'informatique pour l'industrie et l'entreprise, associée à l’université Paris-Saclay et à l’institut Mines-Télécom.

## Tournois
Les étudiants de ces écoles se rencontrent chaque année au tournoi inter-ENSI (TIE) ou Tournoi Inter-Chimie (TIC). Ces tournois ont été créés à la fin des années 1960. Chaque année une des écoles est responsable de l’organisation. Le dernier tournoi inter-ENSI a eu lieu à Toulouse en 2007 et le dernier tournoi Inter-Chimie a eu lieu à Lille en 2019.